# スコッティーズ (ブランド)

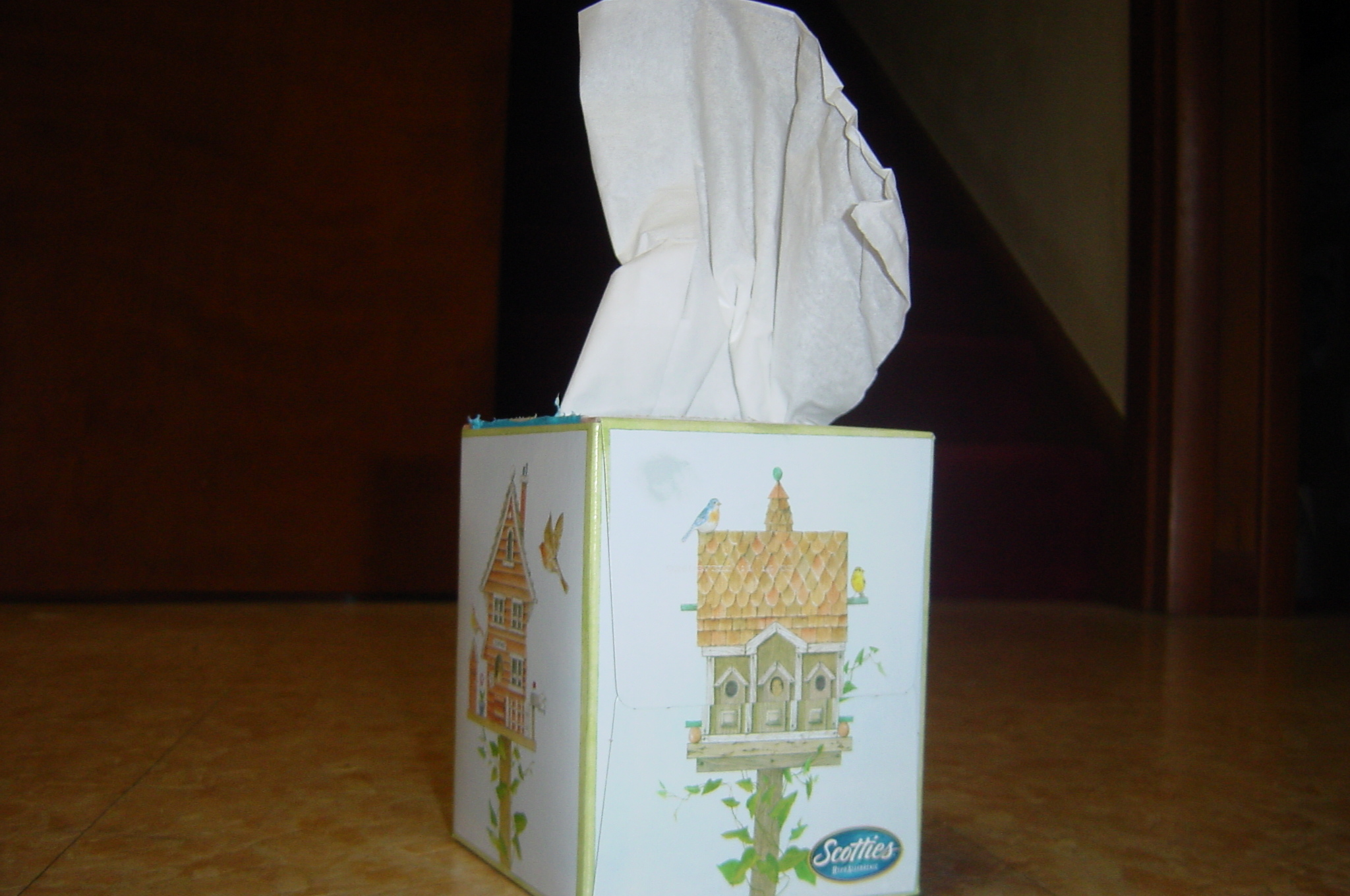
スコッティーズの箱ティッシュ

スコッティーズ (Scotties) は、もともとはアメリカ合衆国のスコット・ペーパー・カンパニーが所有していた、ティッシュペーパーのブランド。1943年に創られたブランドであり、1955年にはカナダでも販売されるようになった。
競合関係にあるクリネックス (Kleenex) のブランドを所有するキンバリー＝クラークは、1997年にスコット・ペーパーを買収した。しかし、独占禁止に触れる恐れがあり、アメリカ合衆国におけるスコッティーズの事業は、アーヴィング・ティッシュに売却された。これとは別に、クルーガー社が、スコット・ペーパーのカナダにおける事業を取得し、クルーガー・プロダクツ (Kruger Products) 名義でスコッティーズ・ティッシュをカナダで製造、販売している。
クルーガーは、カナダにおけるカーリングの女子全国選手権大会のスポンサーを1982年から続けており、この大会は長らくスコット・トーナメント・オブ・ハーツ (Scott Tournament of Hearts) として知られていた。クルーガーがスコッティーズの商標権を獲得したことを受けて、2007年からは名称がスコッティーズ・トーナメント・オブ・ハーツ (Scotties Tournament of Hearts) となり、この大会は単に「スコッティーズ (Scotties)」としても言及されるようになっている。